# Одинокая мать
Одино́кая мать или (разг.) мать-одино́чка — статус женщины, используемый для обозначения одиноких матерей. 
Имела государственный статус в СССР.
В Российской Федерации имеет только разговорное обозначение.

## Юридические аспекты

### СССР
В СССР забота о детях и матерях и об укреплении семьи всегда являлась одной из важнейших задач советского государства. В 1926 году Постановлением ВЦИК РСФСР от 19 ноября 1926 года «О введении в действие кодекса законов о браке, семье и опеке», был введён семейный кодекс, который максимально упростил процедуру установления отцовства для матерей-одиночек: достаточно было во время беременности и после рождения ребёнка подать заявление о том, что такой-то является отцом ребёнка, мужчину оповещали и он мог обжаловать это решение в течение года в судебном порядке.
В 1944 году статус одинокой матери был укреплён и расширен Указом Президиума Верховного Совета СССР от 8 июля 1944 года «Об увеличении государственной помощи беременным женщинам, многодетным и одиноким матерям, усилием охраны материнства и детства, об установлении почетного звания „Мать-героиня“ и учреждении ордена „Материнская слава“ и „Медали Материнства“».
В 1970 году статус одинокой матери был дополнительно закреплён в пункте №8 Постановления Совета Министров СССР от 12.08.1970 N 659 «Об утверждении положения о порядке назначения и выплаты пособия беременным женщинам, многодетным и одиноким матерям».

### Российская Федерация
В Российской Федерации — семейный кодекс и Федеральный закон «О государственных пособиях гражданам, имеющим детей», а также Федеральный закон «Об актах гражданского состояния» — законодательно не содержат прямых упоминаний, значений и определений «одинокая мать», в связи с чем является исключительно разговорным обозначением.
В пункте 28 Постановления Пленума Верховного Суда РФ № 1 от 28.01.2014 г. «О применении законодательства, регулирующего труд женщин, лиц с семейными обязанностями и несовершеннолетних», присутствует определение «одинокой матери», которое распространяется на область трудового права, однако оно не распространяется на возможность получения социальных льгот.

### Украина
Согласно закону таковой является женщина, воспитывающая одного и более детей самостоятельно при наличии следующих факторов:
- отец ребёнка мертв, ограничен в правах родителя или лишён их, пропал без вести, недееспособен, не способен растить ребёнка из-за состояния здоровья, находится в местах лишения свободы, уклоняется от обязанностей родителя и т. д.

- в органы ЗАГС не было подано совместного (матери с отцом) заявления об определении отцовства;
- ребёнок рожден вне зарегистрированного брака либо позднее чем через 300 дней с момента официального прекращения брачных отношений (в том числе по причине смерти супруга)
- ребёнок или несколько детей были усыновлены женщиной в тот момент, когда она не состояла в зарегистрированном браке;\отцовство не было установлено (даже если малыш был рожден в период официального брака матери или в 300-дневный период с момента его расторжения);
- в судебном порядке доказано, что мужчина, указанный в свидетельстве о рождении ребёнка в качестве отца, не является генетическим родителем.

Согласно Закону Украины «О государственной помощи семьям с детьми» на матерей-одиночек распространяются льготы, а также они могут претендовать на специальные выплаты матерям-одиночкам в установленном размере.